# The Times (gruppo musicale)
I Times sono un gruppo musicale inglese in attività formatosi nel 1978.

## Storia
Nascono a Londra su idea del cantante Edward Ball, già membro dei Television Personalities, come band mod revival dalle chiare influenze sixties e durante tutto il loro periodo di attività subirono influenze di vario genere, spaziando tra vari generi musicali come il post punk di inizi anni ottanta fino al primissimo britpop di inizi novanta.
Nel 1980 registrano Go! With The Times il primo LP su etichetta Whaam! Records, che non verrà mai pubblicato fino al 1985, disco contenente il primo singolo della band: Red With Purple Flashes uscito l'anno successivo.
Nel 1982 esce il secondo album intitolato Pop Goes Art!, poco dopo Ed Ball fonda grazie all'aiuto di George Michael la Artpop! Records conseguentemente alla sua uscita dai Television Personalities. Con la Artpop! i Times registrano quattro album nel giro di poco più di tre anni, passando da un graffiante e malinconico This is London del 1983 a Hello Europe nel 1984, un album musicale decisamente più elettronico dei precedenti, fino ad arrivare a Up Against It, un musical scritto dallo stesso Ball e da Tony Conway dei Mood Six per i Beatles su sceneggiatura di Joe Orton, ed Enjoy The Times, entrambi editi nel 1986.
Dopo poco i Times si sciolgono per riformarsi due anni più tardi, nel 1988, con una formazione rivisitata: questo nuovo corso è quasi una "copertura" di Ball per iniziare una carriera solista. In effetti lo stile musicale ed estetico della band cambia notevolmente, passando da un look prettamente mod con sonorità powerpop e new wave ad una contestualizzazione nell'Inghilterra di fine anni ottanta: escono quindi Beat Torture, E For Edward e Et Dieu Créa La Femme tra il 1988 e il 1990 su etichetta Creation Records, tre album dalle sonorità a metà tra il post punk e l'acid house.
Nel 1993 dopo aver registrato altri tre album:Pure, The Times At The Astradome e Alternative Commercial Crossover la band cambia nome, su iniziativa del frontman Edward Ball, che nel frattempo registra due album con la band Teenage Filmstars formata da lui insieme a Dan Treacy, già membro dei Times e dei 'O' Level, e Joe Foster, ex membro insieme a Ball dei Television Personalities. Tra il 1997 e il 1999 escono due album misto di britpop e psych pop: Sad But True e Pirate Playlist riconducibili comunque come trampolino di lancio dell'imminente carriera solista di Ball.
I The Times non sono ufficialmente sciolti, ma non hanno pubblicato nulla dal 1999 con questo nome.

## Discografia

### Album
- 1980 - Go! With The Times[3]
- 1982 - Pop Goes Art!
- 1983 - This Is London
- 1984 - Hello Europe
- 1986 - Up Against It
- 1986 - Enjoy The Times
- 1988 - Beat Torture
- 1989 - E For Edward
- 1990 - Et Dieu Créa La Femme
- 1991 - Pure
- 1992 - The Times At The Astradome
- 1993 - Alternative Commercial Crossover
- 1997 - Sad But True
- 1999 - Pirate Playlist

### EP
- 1983 - I Helped Patrick McGoohan Escape
- 1985 - Blue Period
- 1985 - Boys About Town
- 1986 - Times TV

### Singoli
- 1981 - Red with Purple Flashes
- 1982 - Here Comes the Holidays
- 1982 - I Helped Patrick McGoohan Escape
- 1984 - Boys Brigade
- 1984 - Blue Fire
- 1986 - London Boy
- 1986 - Times TV
- 1990 - Manchester
- 1990 - The Mods Are Back!
- 1992 - Lundi Bleu
- 1993 - Finnegan's Break
- 1993 - Baby Girl

## Formazione originale
- John East - bassista
- Paul Damien - batterista
- Edward Ball - cantante e chitarrista